# Vilibrordo
Vilibrordo de Utrecht o de Echternacht, en neerlandés: Willibrord (Northumbria, 658 - Echternach, Luxemburgo, 7 de noviembre de 739) fue un misionero cristiano britano, primer obispo de Utrecht y miembro de la llamada misión anglosajona. Considerado el «apóstol de Frisia y los Países Bajos históricos» (con Flandes y Luxemburgo), es venerado como santo por diversas confesiones cristianas.

## Infancia y juventud
Su padre era Wilgils o San Hilgis, un anglo o, según Alcuino de York, un sajón de Northumbria, que se había retirado del mundo a una ermita que dedicó a san Andrés.
Vilibrordo tuvo como maestro a san Wilfrido, futuro obispo de York, y fue enviado a la abadía de Ripon. Ingresó en la Orden de san Benito y entre los veinte y los treinta dos años vivió en la abadía de Rathmelsigi, en Irlanda, uno de los focos culturales del momento. Estudió con el abad san Egberto, que lo ordenó sacerdote.

## Misionero entre los frisones

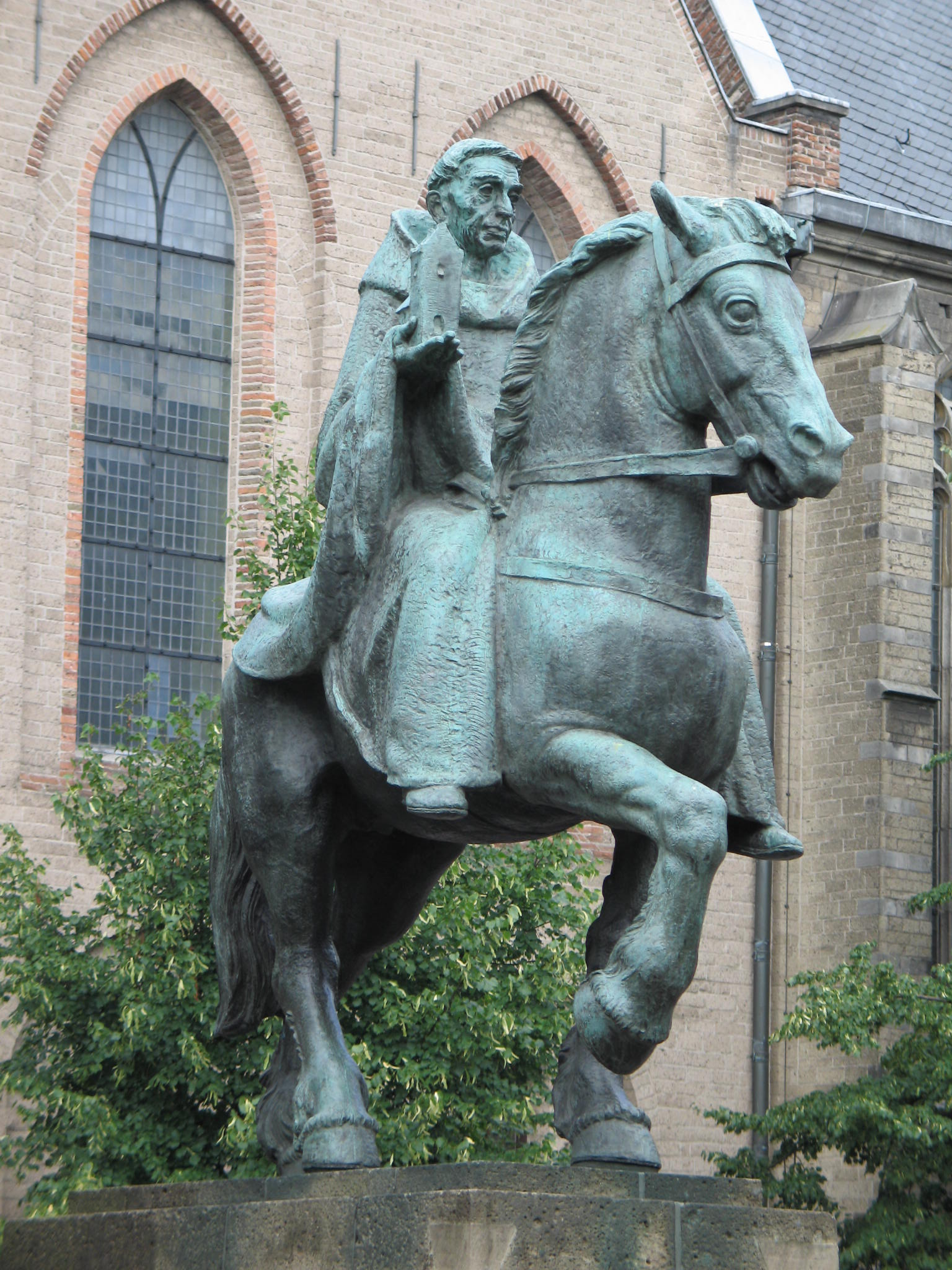
Estatua de san Vilibrordo como misionero en Utrecht.

San Egberto lo envió con doce compañeros a cristianizar a las tribus germánicas del norte, en la región de Frisia, que comprendía los actuales Países Bajos, Flandes y Luxemburgo. Pipino de Heristal, mayordomo de palacio de todos los francos, había conquistado los territorios de la otra ribera del Rin y quería que se evangelizaran, ya que todavía no había llegado el cristianismo. Hacia 690, llegó con un grupo de monjes y se encargó de organizar la Iglesia en la región.
En 695 fue a Roma, donde recibió la aprobación del papa Sergio I, que lo consagró como obispo de los frisones, con el nombre de Clemente, y le dio el palio. De vuelta en Frisia, continuó la predicación, fundando numerosas iglesias y monasterios. En Utrecht, estableció la sede de la diócesis, convirtiéndose así en su primer obispo. Dependientes de ésta, creó las diócesis de Deventer y Haarlem, y en 698 fundó la abadía de Echternach, en Luxemburgo. Destruyó templos e imágenes de los dioses paganos, lo cual provocó la animadversión de los frisones que no querían aceptar la nueva religión.
Vilibrordo intentó convertir a Radbod, el rey de los frisones, pero no lo consiguió y volvió a Fontenelle. La tradición dice que Radbod estuvo a punto de bautizarse, pero que en el último momento, cuando supo que no encontraría en el cielo a ninguno de sus antepasados, ya que al no ser cristianos estaban condenados, prefirió «pasar la eternidad en el infierno con los suyos, que en el cielo con extraños». La misión tenía el apoyo de los francos, que así querían hacerse con el control del puerto de Dorestad, importante centro comercial. En 714, a la muerte de Pipino, Rabdod inició una revuelta; en 716 ya había cogido nuevamente el poder en Frisia, tras lo cual quemó iglesias y asesinó a muchos de los misioneros cristianos. Vilibrordo se refugió en el monasterio de Echternach, que él mismo había fundado.
Al morir Radbod en 719, Vilibrordo pudo volver a su tarea ayudado por san Bonifacio, que estaba evangelizando las tierras germánicas. Ahora contaban con el apoyo de Carlos Martel. Vilibrordo falleció durante una de sus estancias en Echternach, el 7 de noviembre de 739, en cuya abadía fue sepultado.

## Veneración y legado

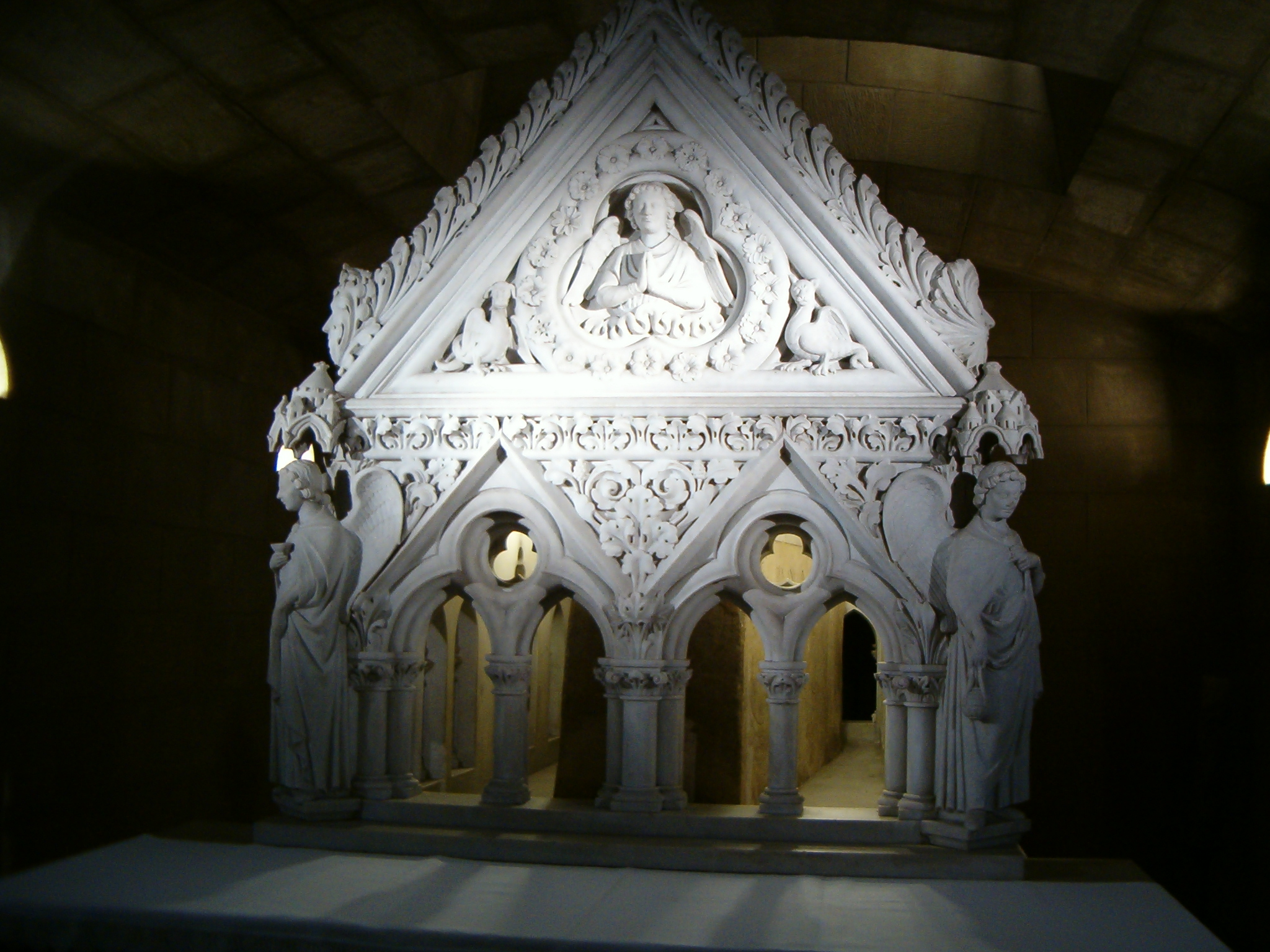
Tumba de Vilibrordo en Echternach.

Tras su muerte, Vilibrordo fue venerado rápidamente como santo. Alcuino de York escribió una biografía, basándose en alguna más antigua. No se conservan sus escritos, salvo una breve glosa marginal en el Calendario de Echternach. El llamado Evangeliario de Vilibrordo que se conserva en la Bibliothèque nationale de París es un códice del siglo VIII que llevó al santo obispo desde Irlanda a Frisia.